# Ngô Hán
Ngô Hán (chữ Hán: 吴汉, ? – 44) tự Tử Nhan, người huyện Uyển, quận Nam Dương , tướng lãnh, khai quốc công thần, một trong Vân Đài nhị thập bát tướng nhà Đông Hán.

## Hưởng ứng Lưu Tú
Ban đầu Hán vì nhà nghèo, nên chấp nhận ra làm Đình trưởng ở huyện. Cuối đời Tân, tân khách của Hán phạm pháp, ông bèn bỏ trốn đến quận Ngư Dương. Ở đấy, Hán lâm vào cảnh thiếu thốn, bèn hành nghề buôn ngựa, đi lại trong khoảng Yên, Kế , đến đâu cũng kết giao hào kiệt. Chánh quyền Canh Thủy mới dựng, sai sứ giả Hàn Hồng chiêu hàng Hà Bắc. Có người nói với Hàn Hồng rằng: “Ngô Tử Nhan là kỳ sĩ đấy, có thể cùng mưu việc.” Hồng triệu kiến Hán, rất hài lòng, bèn thừa chế bái ông làm An Nhạc  (huyện) lệnh.
Gặp lúc Vương Lang dấy binh, người miền bắc bị mê hoặc; Hán cho rằng Lưu Tú là bậc trưởng giả, chỉ muốn theo về với ông ta, bèn thuyết phục Ngư Dương thái thú Bành Sủng rằng: “Đột kỵ của Ngư Dương, Thượng Cốc vang danh thiên hạ. Anh sao lại không hợp tinh nhuệ của 2 quận, giúp Lưu công đánh Hàm Đan, là công lao trong một lúc này đấy!” Bành Sủng lấy làm phải, nhưng quan thuộc đều muốn quy phụ Vương Lang, nên ông ta không thể ép buộc họ. Hán bèn từ biệt mà ra ngoài, đứng ở bên đình, đang nghĩ kế để lừa gạt bọn họ nhưng chưa biết làm sao, thì chợt thấy một nho sanh ở trên đường; ông sai người triệu anh ta đến, cho ăn uống rồi hỏi thăm tình hình. Nho sanh nói những nơi Lưu Tú đi qua, quận, huyện đều quy hàng, còn Vương Lang ở Hàm Đan thật ra không phải họ Lưu. Hán cả mừng, lập tức làm giả thư của Lưu Tú, truyền hịch vào Ngư Dương, sai nho sanh ấy đến gặp Bành Sủng, đem những gì anh ta nghe được để thuyết phục Sủng, còn Hán theo sau trở vào Ngư Dương. Bành Sủng lấy làm rất phải, vì thế sai Hán đem binh cùng chư tướng Thượng Cốc đều nam hạ, đi đến đâu thì chém tướng soái của Vương Lang ở đấy. Gặp Lưu Tú ở Quảng A , Hán được bái làm Thiên tướng quân. Sau khi chiếm được Hàm Đan, Hán được phong Kiến Sách hầu.
Hán làm người chất phác ít nói, không thể dùng lời hay ý đẹp để biểu đạt bản thân; Đặng Vũ cùng chư tướng nhận thấy như vậy, bèn nhiều lần tiến cử ông. Đến khi Hán được triệu kiến, thì được Lưu Tú xem là thân tín, giữ ông làm môn hạ.

## Bình định Hà Bắc
Lưu Tú muốn thu lấy quân đội U Châu, trong đêm triệu Đặng Vũ, hỏi có thể cử ai lên đường, Vũ đáp: “Gần đây cùng Ngô Hán nói chuyện, ông ta làm người mạnh tợn lại có mưu trí, chư tướng ít kẻ theo kịp.” Lưu Tú lập tức bái Hán làm Đại tướng quân, cầm cờ tiết lên phía bắc thu lấy đột kỵ của 10 quận. U Châu mục Miêu Tăng (do Canh Thủy đế bổ nhiệm) nghe tin, ngầm áp chế quân đội, sắc cho các quận không được điều binh. Hán đem 20 kỵ binh đi trước đến Vô Chung ; Miêu Tăng cho rằng Hán không phòng bị, bèn ra đón ngoài lộ; Hán lập tức xua kỵ binh, bắt Tăng đem chém, rồi thu lấy quân đội của ông ta. Người miền bắc kinh hãi, chẳng thành ấp nào dám không theo, đều giao ra quân đội. Hán đưa binh trở lại phía nam, hội họp với Lưu Tú ở Thanh Dương . Chư tướng trông thấy Hán trở về, người ngựa rất nhiều, đều nói: “Chẳng biết có chịu chia binh cho người khác hay không?” Đến khi Hán vào mạc phủ, dâng lên danh sách binh sĩ, chư tướng ai cũng cầu xin, Lưu Tú nói: “Vừa mới sợ người ta không chia cho, bây giờ cầu xin là làm sao?” Chư tướng đều xấu hổ.
Bấy giờ Thượng thư lệnh Tạ Cung của chánh quyền Canh Thủy đang ở Nghiệp , khiến Lưu Tú kiêng dè. Lưu Tú sắp nam hạ đánh nghĩa quân Thanh Độc, đề nghị Tạ Cung chặn đánh nghĩa quân Vưu Lai ở Sơn Dương; Cung nhận lời, bèn lấy Đại tướng quân Lưu Khánh, Ngụy Quận thái thú Trần Khang giữ Nghiệp, tự soái chư tướng lên đường. Nghĩa quân Thanh Độc thất bại, quả nhiên nghĩa quân Vưu Lai sợ chạy về phía bắc, bị Tạ Cung chặn lại ở núi Long Lự. Nghĩa quân Vưu Lai liều chết chiến đấu, khiến Tạ Cung đại bại, tổn thất vài ngàn người. Trong lúc ấy Lưu Tú lệnh cho Hán cùng Sầm Bành đem binh tập kích Nghiệp. Hán trước tiên lệnh cho biện sĩ thuyết phục Trần Khang; Khang lấy làm phải, bèn bắt Lưu Khánh cùng vợ con của Tạ Cung, mở cửa cho bọn Hán. Đến khi Tạ Cung quay về, không biết Trần Khang làm phản, đem vài trăm khinh kỵ vào thành. Hán phát động phục binh bắt được Tạ Cung, tự tay giết chết ông ta, khiến tất cả bộ hạ của ông ta đầu hàng.
Lưu Tú bắc tiến đánh dẹp các lực lượng khởi nghĩa nông dân, Hán luôn đem 5000 đột kỵ làm tiền phong, nhiều lần đi trước phá trận. Bình định xong Hà Bắc, Hán cùng chư tướng căn cứ vào Đồ thư (sách sấm) để khuyên Lưu Tú lên ngôi hoàng đế. Sau khi Lưu Tú lên ngôi, tức là Quang Vũ đế, bái Hán làm Đại tư mã, thêm phong tước Vũ Dương hầu.

## Bình định Quan Đông
Mùa xuân năm Kiến Vũ thứ 2 (26), Hán soái Đại tư không Vương Lương, Kiến nghĩa đại tướng quân Chu Hỗ, Đại tướng quân Đỗ Mậu, Chấp kim ngô Giả Phục, Dương hóa tướng quân Kiên Đàm, Thiên tướng quân Vương Bá, Kỵ đô úy Lưu Long, Mã Vũ, Âm Thức đánh dẹp nghĩa quân Đàn Hương ở thượng du Chương Thủy, phía đông Nghiệp. Họ đại phá địch, thu hàng hơn 10 vạn người. Quang Vũ đế sai sứ giả đem tỷ thư định phong Hán làm Quảng Binh hầu, ăn lộc 4 huyện Quảng Bình, Xích Chương, Khúc Chu, Quảng Niên. Hán tiếp tục soái chư tướng đánh nghĩa quân Tây Sơn của bọn Lê Bá Khanh ở Nghiệp, rồi phá tất cả đồn, tụ từ đấy cho đến Tu Vũ thuộc Hà Nội. Quang Vũ đế đích thân đến úy lạo, tiếp tục sai Hán tiến binh đi Nam Dương, đánh các thành Uyển, Niết Dương , Ly , Nhương , Tân Dã; ông đều hạ được. Hán đem quân xuôi nam, cùng Tần Phong giao chiến ở thượng du Hoàng Bưu thủy, phá được. Sau đó Hán cùng Thiên tướng quân Phùng Dị đánh nghĩa quân Ngũ Lâu của bọn Trương Văn ở Xương Thành, rồi đánh nghĩa quân Đồng Mã, Ngũ Phiên ở Tân An, đều phá được.
Mùa xuân năm thứ 3 (27), Hán soái Kiến uy đại tướng quân Cảnh Yểm, Hổ nha đại tướng quân Cái Duyên đánh nghĩa quân Thanh Độc ở phía tây huyện Chỉ , đại phá và thu hàng họ. Sau đó Hán soái bọn Phiếu kỵ đại tướng quân Đỗ Mậu, Cường nỗ tướng quân Trần Tuấn vây Tô Mậu ở Quảng Nhạc . Tướng của Lưu Vĩnh là Chu Kiến chiêu mộ và tập hợp được hơn 10 vạn người, đi cứu Quảng Nhạc. Hán đem khinh kỵ nghênh chiến, thất bại và ngã ngựa, bị thương ở đầu gối, nên trở về doanh; bọn Kiến hợp binh rồi vào thành. Chư tướng nói với Hán rằng: “Đại địch ở trước mặt mà ngài nằm dưỡng thương, thì lòng quân sẽ sợ hãi đấy!” Hán bèn khẩn trương bó thuốc mà đứng dậy, mổ bò khao quân, ra lệnh rằng: “Bọn giặc tuy nhiều, nhưng đều là phường trộm cướp, thắng không nhường nhịn, bại không cứu giúp, chẳng phải người biết giữ gìn tiết nghĩa gì cả. Bây giờ là dịp được phong hầu, các anh cố gắng lên!” vì thế tướng sĩ hăng hái, sĩ khí tăng gấp bội. Hôm sau, Chu Kiến, Tô Mậu xuất binh vây Hán; Hán chọn 4 cánh tinh binh là bọn Hoàng Đầu, Ngô Hà, cùng 3000 đột kỵ Ô Hoàn, nổi trống tiến lên. Quân đội của Chu Kiến tan vỡ, bỏ chạy về thành; Hán đuổi nà không tha, tranh cửa mà vào, đại phá kẻ địch; Chu Kiến, Tô Mậu đột vây bỏ chạy. Hán lưu bọn Đỗ Mậu, Trần Tuấn ở lại Quảng Nhạc, tự minh đem binh giúp Cái Duyên vây Lưu Vĩnh ở Tuy Dương . Sau khi Vĩnh bị giết, 2 thành đều hàng.
Năm thứ 4 (28), Hán lại soái Trần Tuấn cùng Tiền tướng quân Vương Lương, đánh phá nghĩa quân Ngũ Hiệu ở Lâm Bình, đuổi đến Cơ Sơn thuộc Đông Quận, đại phá được. Sau đó Hán bắc tiến đánh nghĩa quân Trường Trực ở Thanh Hà và Ngũ Lý ở Bình Nguyên, đều phá được. Bấy giờ 5 họ ở huyện Cách cùng đuổi huyện trưởng, chiếm thành làm phản. chư tướng tranh nhau đòi đi đánh, Hán không cho, nói: “Huyện Cách làm phản đều là tội của huyện trưởng đấy. Ai dám coi thường mà tiến binh thì chém!” rồi gởi hịch thông báo các quận, sai người bắt giữ huyện trưởng, còn sai người nhận lỗi với người huyện Cách. 5 họ cả mừng, kéo nhau ra hàng. Chư tướng khâm phục, nói: “Không đánh mà hạ thành, không ai theo kịp vậy!” Mùa đông năm ấy, Hán soái bọn Kiến uy đại tướng quân Cảnh Yểm, Hán Trung tướng quân Vương Thường đánh nghĩa quân Phú Bình, Hoạch Tác ở Bình Nguyên.
Mùa xuân năm thứ 5 (29), hơn 5 vạn nghĩa quân nhân đêm tối tấn công doanh trại của Hán, trong quân rối loạn, Hán vẫn ngồi yên, ít lâu sau thì mọi người ổn định trở lại. Ngay trong đêm, Hán phái tinh binh rời doanh đột kích, đại phá nghĩa quân; nhân đó càn quét tàn dư của họ, đuổi đến Vô Diêm, rồi tiến đánh Bột Hải, đều dẹp được. Sau đó Hán tham gia đánh Đổng Hiến, vây Cù Thành. Mùa xuân sang năm (30), Hán chiếm Cù Thành, chém chết Hiến. Quan Đông đã định, Hán chỉnh đốn quân đội, quay về Lạc Dương.

## Bình định Tây Thục
Gặp lúc Ngôi Hiêu ra mặt chống đối, mùa hạ năm thứ 6 (30), Quang Vũ đế lại sai Hán tây tiến đồn trú Trường An. Năm thứ 8 (32), Hán theo Quang Vũ đế đông thượng Lũng Hữu, rồi vây Ngôi Hiêu ở Tây Thành. Đế sắc cho Hán rằng: “Binh sĩ các quận chỉ lãng phí lương thực, lại còn bỏ trốn, sẽ khiến cho lòng quân rời rã, nên trả về cả đi!” Bọn Hán muốn có càng nhiều binh lực càng tốt, nên không làm thế, khiến cho lương thực ngày càng thiếu thốn, tướng sĩ mệt mỏi bệnh tật, người bỏ trốn ngày càng nhiều; đến khi Công Tôn Thuật đến cứu Ngôi Hiêu, Hán bèn thua chạy.
Mùa xuân năm thứ 11 (35), Hán soái bọn Chinh nam đại tướng quân Sầm Bành đánh Công Tôn Thuật. Trong khi Sầm Bành phá Kinh Môn, thẳng tiến vào Giang Quan, còn Hán ở lại Di Lăng, sửa sang thuyền bè, sau đó đem binh Nam Dương và 3 vạn tù nhân nhập ngũ ngược dòng mà đi. Gặp lúc Sầm Bành bị hành thích, Hán kiêm lãnh quân đội của ông ta.
Mùa xuân năm thứ 12 (36), Hán cùng tướng của Công Tôn Thuật là Ngụy Đảng, Công Tôn Vĩnh giao chiến ở Ngư Phù tân (bến), đại phá họ rồi vây Vũ Dương. Công Tôn Thuật sai con rể là Sử Hưng đem 5000 người đến cứu; Hán đón đánh Hưng, diệt sạch kẻ địch, nhân đó tiến vào ranh giới của quận Kiền Vi. Các huyện đều đóng cửa cố thủ, Hán bèn tiến đánh Quảng Đô, chiếm được, rồi sai khinh kỵ đốt Thị Kiều thuộc Thành Đô, khiến các thành nhỏ từ Vũ Dương về phía đông đều xin hàng.
Quang Vũ đế giáng sắc răn Hán rằng: “Thành Đô có hơn 10 vạn binh, không thể xem thường. Chỉ nên giữ chắc Quảng Đô, đợi họ đến đánh, chớ cùng họ tranh phong. Nếu họ không dám đến, ngài hãy chuyển doanh đến gần, đợi họ mệt mỏi, mới có thể đánh.” Hán thừa thắng, tự đem hơn 2 vạn bộ kỵ áp sát Thành Đô, ở cách thành hơn 10 dặm, tựa vào bờ bắc Dân Giang  dựng doanh trại, bắc cầu nổi, sai phó tướng Vũ uy tướng quân Lưu Thượng đem hơn vạn người đóng đồn ở bờ nam, cách nhau hơn 20 dặm. Đế nghe tin thì cả sợ, trách Hán rằng: “Đã nhắc đi nhắc lại với ngài, sao lại tự ý làm loạn! Khinh địch vào sâu, lại còn chia doanh với Thượng. Có việc bất ngờ, thì không kịp ứng cứu. Nếu giặc xuất binh chặn ngài, lấy đại quân đánh Thượng, Thượng bị phá thì ngài cũng bại đấy. May mắn chưa có việc gì, mau mau đem binh trở về Quảng Đô.” Chiếu thư chưa đến, Công Tôn Thuật quả nhiên sai tướng là Tạ Phong, Viên Cát đem hơn 10 vạn quân, chia làm hơn 20 doanh, đều ra đánh Hán; sai biệt tướng đem hơn vạn người đánh Lưu Thượng, khiến hai người không thể ứng cứu cho nhau. Hán đại chiến 1 ngày, thất bại, chạy vào trong lũy; Tạ Phong nhân đó vây ông. Hán bèn triệu chư tướng mà khích lệ rằng: “Tôi cùng các anh vượt qua gian nan, chinh chiến ngàn dặm, đến đâu cũng chém giết, rồi vào sâu đất địch, đến dưới thành của chúng. Mà nay ta cùng Lưu Thượng đều bị vây, không thể hội họp, tai vạ khó lường. Ta muốn ngầm đưa quân sang bờ nam với Lưu Thượng, hợp binh chống địch. Nếu chúng ta có thể đồng lòng ra sức, ai cũng chiến đấu, thì sẽ lập được đại công; còn không phải như thế, bại ắt không sai. Là thành hay bại, ở một trận này!” Chư tướng đều nói: “Vâng!” Vì thế Hán đãi đằng người ngựa, đóng cửa 3 ngày không ra, dựng thêm nhiều cờ phướn, đốt khói lửa không dứt, rồi trong đêm ngậm tăm đem quân cùng Lưu Thượng hội họp. Bọn Tạ Phong không phát giác, sáng hôm sau còn chia binh kháng cự bờ bắc, dồn lực lượng tấn công bờ nam. Hán dốc tất cả binh nghênh chiến, từ sớm đến trưa, đại phá quân Thục, chém Tạ Phong, Viên Cát, giết được hơn 5000 lính mặc giáp. Sau đó Hán đưa binh quay về Quảng Đô, để Lưu Thượng ở lại kháng cự Công Tôn Thuật, dâng sớ trình bày, khẩn khoản tự trách. Đế đáp lại rằng: “Ngài về Quảng Đô, là rất hợp lý, Thuật ắt chẳng dám tấn công Thượng mà sẽ đánh ngài đấy. Nếu hắn đánh Thượng trước, ngài từ Quảng Đô chỉ cách đó 50 dặm, dốc tất cả bộ kỵ mà đến, nhằm vào lúc họ đang nguy khốn, ắt là phá được!”
Từ ấy Hán cùng Công Tôn Thuật giao chiến ở khoảng Quảng Đô, Thành Đô, 8 trận thắng cả 8, tiến vào quách của Thành Đô. Công Tôn Thuật tự đem mấy vạn người ra thành đại chiến, Hán sai Hộ quân Cao Ngọ, Đường Hàm đem mấy vạn tinh binh đánh trả. Quân Thục thua chạy, Cao Ngọ xông lên đâm trúng Thuật. Ngày hôm sau, Thành Đô đầu hàng, Hán chém đầu Công Tôn Thuật gởi về Lạc Dương.
Tháng giêng ÂL năm thứ 13 (37), Hán chỉnh đốn đội ngũ rồi xuôi Trường Giang quay về. Đến Uyển, Hán nhận chiếu lệnh trở về nhà, làm lễ tảo mộ tổ tiên, được ban 2 vạn hộc lương thực.

## Những năm cuối đời
Năm thứ 15 (39), Hán lại soái Dương vũ tướng quân Mã Thành, Bộ lỗ tướng quân Mã Vũ bắc tiến đánh Hung Nô, dời hơn 6 vạn quan dân Nhạn Môn, Đại Quận, Thượng Cốc, an trí ở các cửa quan Cư Dung, Thường Sơn về phía đông.
Năm thứ 18 (42), Thục Quận thủ tướng Sử Hâm nổi loạn ở Thành Đô, tự xưng Đại tư mã, tấn công thái thú Trương Mục, Mục chạy ra Quảng Đô. Sử Hâm bèn gởi hịch đến các quận, huyện, được bọn người Đãng Cừ là Dương Vĩ, người Cù Nhẫn là Từ Dung đều dấy vài ngàn binh hưởng ứng (đều thuộc Ba Quận) . Quang Vũ đế cho rằng Sử Hâm từng là Hộ quân của Sầm Bành, thông thạo việc quân, nên sai Hán soái Lưu Thượng cùng Thái trung đại phu Tang Cung đem hơn vạn người đánh dẹp. Hán vào Vũ Đô, phát động binh của 3 quận Quảng Hán, Ba, Thục vây Thành Đô, hơn trăm ngày thì phá được thành. Sau khi giết bọn Hâm, Hán bèn xuôi dòng Trường Giang xuống Ba Quận, bọn Dương Vĩ, Từ Dung đều sợ mà tan rã. Hán giết bọn thủ lãnh hơn 200 người, đày đồng đảng cùng gia quyến của họ, chừng vài trăm gia đình ra Nam Quận, Trường Sa rồi về.
Năm thứ 10 (44), Hán bệnh nặng; Quang Vũ đế đích thân đến thăm, hỏi ông muốn nói gì không, Hán đáp rằng: “Thần ngu dốt không biết gì, chỉ xin bệ hạ thận trọng trong việc xá miễn tội phạm mà thôi.” Đến khi Hán mất, triều đình giáng chiếu thương tiếc, ban thụy là Trung hầu, phát Bắc quân ngũ hiệu, khinh xa, giới sĩ (lính mặc giáp) tống táng, theo lối cũ nhà Tây Hán dành cho Đại tướng quân Hoắc Quang.

## Tính cách
Hán có tính cường ngạnh, mỗi lần chinh chiến, Quang Vũ đế luôn đứng ngồi không yên. Hán cũng có ý chí mạnh mẽ: chư tướng thua trận thì đa phần hoảng sợ, đánh mất phong độ ngày thường; nhưng ông thì thần sắc không đổi, còn sửa sang khí giới, khích lệ tướng sĩ. Một lần Hán thua trận, Quang Vũ đế sai người đi xem Đại tư mã đang làm gì, người ấy trở về nói ông đang sửa chữa chiến cụ, đế than rằng: “Ngô công mạnh mẽ hơn người, không chừng sánh được với quân đội của một quốc gia đấy!”
Mỗi khi xuất binh, Hán vào buổi sáng nhận chiếu, buổi chiều lập tức lên đường, không mất đến một ngày để chuẩn bị hành trang. Vì thế Hán luôn được giao nhiệm vụ, rốt cục giành được công danh. Kết thúc chiến tranh, Hán ở triều đình tỏ ra cẩn trọng, mộc mạc, rất biết giữ lễ tiết. Vào lúc Hán chinh chiến, vợ con ở nhà mua ruộng vườn; đến khi ông trở về, trách họ rằng: “Quân đội ở ngoài, tướng sĩ thiếu thốn, sao lại mua nhiều ruộng vườn thế!” rồi đem chia hết cho anh em và họ hàng.

## Gia đình
- Anh trai là Ngô Úy làm tướng quân, tử trận.
Con trai của Úy là Ngô Đồng được phong An Dương hầu.
- Em trai là Ngô Hấp được phong Bao Thân hầu.
- Con trai trưởng là Ngô Thành được nối phong Quảng Bình hầu, bị gia nô sát hại, thụy là Ai hầu.
Con trai trưởng của Thành là Ngô Đán được phong Cù Dương hầu. Đán mất, vì không có con nên hầu quốc bị trừ bỏ.
Con trai thứ của Thành là Ngô Hu được phong Trúc Dương hầu. Thời Hán Chương đế, Hu được dời phong Bình Xuân hầu, nhận việc thờ phụng Hán.
Con trai của Hu là Ngô Thắng được nối phong Bình Xuân hầu.
- Con trai thứ là Ngô Quốc được phong Tân Thái hầu.

Như vậy nhà họ Ngô nhờ công lao của Hán, có đến 5 người được phong hầu tước.

## Hậu thế kỷ niệm
Năm Vĩnh Bình thứ 3 (60), Hán Minh đế mệnh cho vẽ tranh 28 khai quốc công thần, treo ở Vân Đài thuộc Nam Cung, Hán là 1 trong số ấy.
Năm Kiến Trung thứ 3 (782), Đường Đức Tông nghe theo kiến nghị của Lễ nghi sứ Nhan Chân Khanh, truy phong 64 danh tướng đời xưa, bày miếu thờ phụng, trong đó có “Đại tư mã Quảng Bình hầu Ngô Hán”.
Năm Tuyên Hòa thứ 5 (1123), Tống Huy Tông dựa theo lệ cũ đời Đường, bày miếu thờ phụng 72 danh tướng, trong đó cũng có Ngô Hán. Thời Bắc Tống có sách Thập thất sử bách tướng truyện (十七史百将传), trong đó cũng có truyện về Ngô Hán.

## Hình tượng trong dân gian
Trong tiểu thuyết thông tục Đông Hán diễn nghĩa (东汉演义), Ngô Hán nhờ tài vũ dũng, được Tân đế Vương Mãng chọn làm phò mã, nhận chức Đồng Quan tổng trấn. Về sau Hán giết vợ, quy thuận nhà Hán, được liệt vào Vân Đài 36 tướng, tinh hiệu là Kháng kim long.
Câu chuyện Ngô Hán giết vợ trở thành chủ đề của nhiều vở thuộc các thể loại ca kịch truyền thống Trung Quốc (hí khúc) khác nhau: Kinh kịch, Hán kịch, Huy kịch, Đồng Châu bang tử, Hà Bắc bang tử có Trảm kinh đường (斩经堂), Xuyên kịch có Kinh đường sát thê (经堂杀妻), Thiệu Hưng văn hí có Tán Đồng Quan (散潼关), Dự kịch có Thu Ngô Hán (收吴汉), Tần Khang, Tương kịch, Sở kịch có Ngô Hán sát thê (吴汉杀妻).